# Pedaria angolana
Pedaria angolana är en skalbaggsart som beskrevs av Antoine Boucomont 1922. Pedaria angolana ingår i släktet Pedaria och familjen bladhorningar. Inga underarter finns listade i Catalogue of Life.